# Tírvia
Tírvia är en ort i Spanien.   Den ligger i provinsen Província de Lleida och regionen Katalonien, i den nordöstra delen av landet, 500 km nordost om huvudstaden Madrid. Tírvia ligger 1 121 meter över havet och antalet invånare är 134.
Terrängen runt Tírvia är bergig åt nordväst, men åt sydost är den kuperad. Tírvia ligger nere i en dal. Runt Tírvia är det mycket glesbefolkat, med 3 invånare per kvadratkilometer. Närmaste större samhälle är Sort, 15,1 km sydväst om Tírvia. I omgivningarna runt Tírvia växer i huvudsak barrskog.